# Petro Korol
Pour les articles homonymes, voir Korol.
Petro Kindratovitch Korol, né le 2 janvier 1941 et mort le 2 juillet 2015, est un haltérophile soviétique ukrainien.

## Biographie
Petro Korol participe aux Jeux olympiques d'été de 1976 à Montréal et remporte la médaille d'or en moins de 67.5 kg. Il est aussi triple champion du monde de 1974 à 1976 et champion d'Europe en 1975.